# Żiwałewo
Żiwałewo lub Živalevo (maced. Живалево) – wieś w północno-wschodniej Macedonii Północnej, w gminie Kratowo.